# ネプ理科
『ネプ理科』（ネプりか）は、TBS系で放送されていた深夜番組・バラエティ番組である。ネプチューンがMCを務めた。製作局のTBSテレビでは、2006年10月3日から2007年9月25日まで、毎週火曜23:55 - 翌0:25（JST）に放送された。ハイビジョン制作。字幕放送実施。
関東地区のみ23:50 - 23:55に『もうすぐネプ理科』が放送されたが、宣伝番組などの放送のために休止となったこともある。
前番組の『ネプベガス』からの引き続きネプチューンが出演した。

## 概要
科学の世界に着目し、毎週6つのテーマの中から選び、ネプチューンによる科学実験や科学者が発明したロボットなどを紹介する。
2007年9月25日をもって終了（CBCでも最終回のみ同時ネット）。その後、2007年9月22日にゴールデンタイムでの2時間スペシャルが全国放送された。
深夜番組ながらも本格的に科学・化学について解説していたが、下ネタやくだらないものも挟まれた内容であった。またゴールデン番組では解説しないうんちや地球上には欠かせないがグロテスクすぎて放送しにくい生き物や、遺体の進み方などを取り上げる貴重な番組だった。

## 出演者

### レギュラー
- ネプチューン（名倉潤・原田泰造・堀内健）
- 川田亜子（元TBSアナウンサー）

この番組がきっかけで理科にハマる。素手で奇妙な生物を鷲掴みにしたり、「かわいい」などと発言し周囲を驚かせる。
- 天の声（ナレーション）

特徴的なイントネーションで番組進行を行う。

### 科学者
50音順、出演は主に、「ネプ理科実験」及び「ネプの理科騒ぎ」のどちらか
- 赤池学 （ユニバーサルデザイン総合研究所所長、科学技術ジャーナリスト）
- 上野正彦 （元東京都監察医務院院長）
- 河岸洋和 （静岡大学 創造科学技術大学院教授、バイオサイエンス専攻）

キノコの成分を科学的に解明している。アガリクス茸に、癌に対して効果的なβグルカンが含まれていることを初めて発見した人物であり、現在はヤマブシダケに含まれる、世界で初めて発見した成分「ヘリセノン」を研究。
- 先川原正浩 （千葉工業大学未来ロボット技術センター室長）

ネプチューンからは「先っちょ」と呼ばれている、ロボット工学の専門家。
- 長尾隆司 （金沢工業大学応用バイオ学科教授、神経行動学・神経生化学）
- 中垣内真樹 （長崎大学 大学教育機能開発センター准教授）

スポーツ医学の視点からライフスタイルと健康の関係を探る。
- 長島孝行 （東京農業大学農学部農学科准教授）

インセクトテクノロジーを専門としており、特にコオロギの研究をしている。
- 疋田努 （京都大学大学院准教授、生物科学専攻）

爬虫類の専門家。珍種の生物を求めて世界各地を駆け巡る行動派科学者。
- 布施英利 （東京藝術大学美術学部准教授、人体解剖学）
- 辨野義己 （理化学研究所バイオリソースセンター室長、専門は腸内細菌学・細菌分類学）

いわゆる「ウンチ」の研究をする。
- 三輪哲也 （JAMSTEC極限環境生物圏研究センター 深海生物研究グループリーダー）

自ら潜水艇に乗り込み、深海生物を捕獲、研究を行う。
- 吉田茂男 （理化学研究所植物科学研究センター）

科学的アプローチで植物機能の謎を解明する。
- 渡部潤一 （国立天文台天文情報センター長、専門は惑星科学・太陽系天文学）

### その他
- 目黒博志

北海道中標津町在住の男性。体重270kgの巨体の持ち主。肥満やその体に秘められた謎を突き止めるために協力。
- ギャル曽根

食べても食べても太らない体質を持ち、食べたら食べる分だけ太ってしまう目黒さんの対照的存在として登場。

## コーナー
最初に6つの映像がウィンドウのように表示され、マウスポインタでクリックされるとコーナーに移行する、という演出になっている。
- ネプ理科実験

メインのコーナー。ネプチューンが実験をする。2,3パートに分けて放送される。
- ネプの理科騒ぎ

恋のから騒ぎのパロディ。テーマに基づいた話を科学者が披露する。
- AD堀内くんのガチンコ電話で理科リサーチ

ある生物をリサーチするために、堀内健がそれに詳しい人に電話取材をするコーナー。しかし、その生物は猥褻なものを連想しそうな名前が多く、堀内も放送ギリギリの質問をする。
- 堀内リカちゃんの英才理科教室

堀内健が「堀内リカちゃん」に扮して、子供たちと共に科学者の実験を見ていくが、途中で科学者がやるものより凄い別の実験を披露して雰囲気を壊していく。
- ネプ理科ライブラリー

生物の映像をBGMに乗せながら放送するコーナー。
- 人生相談リカウンセリング

人生の悩み事を理科で解決する。セット及び出演者は「ネプの理科騒ぎ」と同じ。
- ネプ理科NEWS

理科に関する最新のニュースを伝える。
- The オヤ自虐゛（ザ・おやジギャグ）

堀内健扮するオヤジら5人がとある場所にて理科に関するオヤジの自虐ネタを替え歌に載せて披露する。

## エピソード
- 若い人にしか聞こえないと言う高周波のモスキート音が聞こえるかどうかの実験を行った時、ネプチューンは3人とも聞こえなかった。
- アメリカでテロ対策にも使用されているボイスグラフという嘘発見器を使用し、実験。堀内に「好きな人がいる」「その人はタレントか」という質問をすると、本人は両方とも否定したが、「嘘」を示す赤色が表示された。
- 体重270kg超の目黒氏の腸内から、人体ではほとんど見られない細菌「メガモナス」が発見され、新種の腸内細菌も発見されている。また、腸内細菌の割合が通常の人とは大きく異なった。
- ネプチューンと目黒氏の肥満に関わる3つの遺伝子（いわゆる肥満遺伝子）の変異を調査したところ、名倉が目黒氏と全く同じ遺伝子タイプであることが判明。中垣内准教授によると、目黒氏や名倉の遺伝子は、太りにくい体質だが一度太ってしまうと脂肪がとれにくいタイプとのこと。また、原田は日本人に3％しかいない、変異した肥満遺伝子が全くないタイプであった。
- ギャル曽根の「痩せの大食い」を検証するために、まず空腹の状態でレントゲンで撮影。その後にたらふく食事をし再びレントゲンで撮影。胃に食べ物がいっぱいな状態で、身体中に機械を付けてカメラに撮影されながら一晩就寝。翌朝に排泄された便を採取した結果、夜寝ている間は人間は代謝が落ちるが、ギャル曽根の場合は、寝ている間でも昼間に起きて活動しているほどの代謝力であり、「寝ている時もこんなに代謝量が高かったら、食べないと栄養失調になる」と言われ、さらに採取した便からは成人ではあり得ないほどのビフィズス菌が検出され、学者から「腸内が赤ちゃんとほとんど変わらない」というほどであり、むしろ成人よりも健康体であり、学者から「こんな人は見たことがない」と驚かれたと同時に世間が「ギャル曽根は本当は過食嘔吐なのではないか？」という疑惑を科学的に否定する結果となった。
- 最終回では天の声が「またお会いしましょう」と特番またはゴールデンタイムのレギュラーとして復活するのではないかという意味深な発言で終了したが、現在でも復活はない。もし仮に特番やレギュラーとして復活したとしても、番組終了後にアシスタントMCであった川田亜子が亡くなっているため、4人全員での復活は不可能である。

## エンディングテーマ
- babamania 「Bellbottom Sandwich」（2006年10月 - 12月）
- BON'Z 「From me to you」 （2007年1月 - 3月）
- GReeeeN  「HIGH G.K LOW 〜ハジケロ〜」（2007年4月 - 6月）
- 好色人種  「くもの糸」（2007年7月 - 9月）

## ネット局
| 放送対象地域   | 放送局             | 系列    | 放送日時                           | 遅れ       |
| -------------- | ------------------ | ------- | ---------------------------------- | ---------- |
| 関東広域圏     | 東京放送           | TBS系列 | 火曜 23時55分 - 翌0時25分          | 制作局     |
| 北海道         | 北海道放送         | TBS系列 | 火曜 23時55分 - 翌0時25分          | 同時ネット |
| 岩手県         | IBC岩手放送        | TBS系列 | 火曜 23時55分 - 翌0時25分          | 同時ネット |
| 宮城県         | 東北放送           | TBS系列 | 火曜 23時55分 - 翌0時25分          | 同時ネット |
| 山形県         | テレビユー山形     | TBS系列 | 火曜 23時55分 - 翌0時25分          | 同時ネット |
| 福島県         | テレビユー福島     | TBS系列 | 火曜 23時55分 - 翌0時25分          | 同時ネット |
| 山梨県         | テレビ山梨         | TBS系列 | 火曜 23時55分 - 翌0時25分          | 同時ネット |
| 新潟県         | 新潟放送           | TBS系列 | 火曜 23時55分 - 翌0時25分          | 同時ネット |
| 静岡県         | 静岡放送           | TBS系列 | 火曜 23時55分 - 翌0時25分          | 同時ネット |
| 石川県         | 北陸放送           | TBS系列 | 火曜 23時55分 - 翌0時25分          | 同時ネット |
| 岡山県・香川県 | 山陽放送           | TBS系列 | 火曜 23時55分 - 翌0時25分          | 同時ネット |
| 広島県         | 中国放送           | TBS系列 | 火曜 23時55分 - 翌0時25分          | 同時ネット |
| 山口県         | テレビ山口         | TBS系列 | 火曜 23時55分 - 翌0時25分          | 同時ネット |
| 愛媛県         | あいテレビ         | TBS系列 | 火曜 23時55分 - 翌0時25分          | 同時ネット |
| 長崎県         | 長崎放送           | TBS系列 | 火曜 23時55分 - 翌0時25分          | 同時ネット |
| 熊本県         | 熊本放送           | TBS系列 | 火曜 23時55分 - 翌0時25分          | 同時ネット |
| 宮崎県         | 宮崎放送           | TBS系列 | 火曜 23時55分 - 翌0時25分          | 同時ネット |
| 鹿児島県       | 南日本放送         | TBS系列 | 火曜 23時55分 - 翌0時25分          | 同時ネット |
| 沖縄県         | 琉球放送           | TBS系列 | 火曜 23時55分 - 翌0時25分          | 同時ネット |
| 青森県         | 青森テレビ         | TBS系列 | 木曜 0時55分 - 1時25分（水曜深夜） | 204日遅れ  |
| 長野県         | 信越放送           | TBS系列 | 金曜 0時25分 - 0時55分（木曜深夜） | 16日遅れ   |
| 富山県         | チューリップテレビ | TBS系列 | 水曜 0時15分 - 0時50分（火曜深夜） | 14日遅れ   |
| 中京広域圏     | 中部日本放送       | TBS系列 | 金曜 0時55分 - 1時25分（木曜深夜） | 9日遅れ    |
| 近畿広域圏     | 毎日放送           | TBS系列 | 水曜 0時55分 - 1時25分（火曜深夜） | 7日遅れ    |
| 福岡県         | RKB毎日放送        | TBS系列 | 火曜 23時55分 - 翌0時25分          | 14日遅れ   |

- 大分放送は同時ネットで放送してきたが、2007年3月27日で打ち切り。
- 青森テレビでは2007年5月10日（9日深夜）からネット開始（7か月遅れ）。

## スタッフ
- 構成 : 都築浩、樋口卓治、とちぼり元、寺田智和
- TM : 箸透
- TD : 山下直
- カメラ : 井原公二、江浦友樹、端坂嘉寛、中村年正
- CA : 山本竜也
- VE : 木野内洋
- 音声 : 中村心
- 照明 : 高木亘
- ENG : 鈴木和欣（東放制作）
- 美術プロデューサー : 相野道生
- 美術デザイン : 石井健将
- 美術制作 : 清水久
- 装置 : 谷平真二、相良比佐夫、田上雄一郎
- 電飾 : 真鍋明
- 衣裳 : 軽石真央
- 持道具 : 貞中照美
- ヘアメイク : 大岩乃里子
- イラスト&CG : 奥田真也
- VTR編集 : 小原洋一・藤森裕太（IMAGICA）
- MA : 福島由幸（IMAGICA）
- 音響効果 : 福永真弓（ZACK）
- TK : 本田浩子
- デスク : 玉川宏美
- アシスタントディレクター : 真鍋正孝、有田直美、近藤新也
- AP : 吉川美由紀
- ディレクター : 堤俊博、伊豆原聡、前島隆昭
- 演出 : 重藤尚志
- 総合演出 : 平田さおり
- プロデューサー : 吉田裕二、荒牧克久
- チーフプロデューサー : 戸高正啓
- 制作協力 : ワタナベエンターテインメント
- 制作 : TBSテレビ
- 製作著作 : TBS

## 書籍
- 『ネプ理科実験室　読んで発見! 笑って身につく先端科学』　ISBN 9784795834835